# Leucauge digna
Leucauge digna este o specie de păianjeni din genul Leucauge, familia Tetragnathidae. A fost descrisă pentru prima dată de O. P.-cambridge, 1869. Conform Catalogue of Life specia Leucauge digna nu are subspecii cunoscute.